# Gilda Vogt
Gilda Vogt Maia Rosa (Rio de Janeiro, 1953) é uma pintora brasileira. Vive e trabalha em São Paulo, SP, desde 1969.

## Formação
Aos 12 anos, Gilda iniciou aulas de xilogravura com Misabel Pedroza (1965). Mais tarde, em 1968, estudou no MAM-RJ com Ivan Serpa e Anna Bella Geiger (1968). Mudou-se para São Paulo em 1968, onde começou a ter aulas de desenho com Frederico Nasser, e através dele, Gilda passou a integrar a Escola Brasil: - desde 1970, ano de sua criação, até 1973.
Gilda ganhou o prêmio aquisição na V Jovem Arte Contemporânea do MAC-USP (1971), quando seu trabalho foi exposto ao público pela primeira vez. A obra selecionada para o acervo do MAC-USP foi a pintura "Natureza morta" (1971).
Em 1976, no VII Salão Paulista de Arte Contemporânea, no Paço das Artes, SP, sua tela "Pombo no lago" (1975) foi selecionada pela comissão de seleção e premiação para integrar a coleção da Pinacoteca do Estado de São Paulo
Suas obras integram também outras importantes coleções públicas como: Centro Cultural São Paulo, Museu de Arte Contemporânea do Rio Grande do Sul, Museu de Arte Moderna de São Paulo (MAM-SP), Museu de Arte do Rio Grande do Sul Ado Malagoli (MARGS) e Museu Victor Meirelles.

## Livro
Em 2014, suas obras mais importantes foram reunidas no livro Gilda Vogt: uma retrospectiva.. O lançamento deste livro coincidiu com a abertura da individual "Gilda Vogt: uma retrospectiva", no MARGS, em Porto Alegre, RS .

## Exposições
1971 	V Jovem Arte Contemporânea, Museu de Arte Contemporânea da Universidade de São Paulo (MAC/USP), SP, de 25 de agosto a 26 de setembro.
1976 	VII Salão Paulista de Arte Contemporânea, Paço das Artes, São Paulo, SP, de 14 de dezembro a 30 de janeiro de 1977.
1979 	O Desenho como Instrumento, Cooperativa dos Artistas Plásticos de São Paulo, Pinacoteca do Estado, São Paulo, SP, de 9 de agosto a 9 de setembro.
1980	Dois Metros e uma Página, Cooperativa dos Artistas Plásticos de São Paulo (Inaugurando a sede da CAPSP), SP.
1981 	Aquarelas: Gilda Vogt Maia Rosa e Dudi Maia Rosa, Livraria Universo, São Paulo, SP.
Desenhos, Galeria de Arte Clube Juvenil Universidade de Caxias do Sul, RS, de 25 de maio a 14 de junho.
1987 	A Trama do Gosto: um outro olhar sobre o cotidiano, Natureza Morta Limitada, Fundação Bienal, São Paulo, SP, de 25 de janeiro a 22 de fevereiro.
1991 	O que faz você agora, Geração 60?, Museu de Arte Contemporânea da Universidade de São Paulo (MAC/USP), SP, de 14 de novembro de 1991 a 1º de março de 1992.
1992 	Arte Brasileira da Academia à Contemporaneidade, Pinacoteca do Estado, São Paulo, SP, abertura em 1 de janeiro.
Mulheres Artistas da Pinacoteca, Pinacoteca do Estado, São Paulo, SP, de 22 de agosto a 20 de setembro.
1994 	Marinhas, Galeria Nara Roesler, São Paulo, SP.
1996 	Arte Brasileira: 50 anos de história no acervo MAC/USP (1920–1970), Museu de Arte Contemporânea da Universidade de São Paulo (MAC/USP), SP, de 26 de setembro a 22 de fevereiro de 1997.
1998 	Afinidades Eletivas I: o olhar do colecionador – Coleção Kim Esteve, Casa das Rosas, São Paulo, SP, de 26 de março a 10 de maio.
1999 	United Artists V: viagens de identidades, Casa das Rosas, São Paulo, SP, de 18 de maio a 11 de julho.
2000 	Pinturas, Adriana Penteado Arte Contemporânea, São Paulo, SP, de 12 de setembro a 14 de outubro.
Obra Nova, Museu de Arte Contemporânea da Universidade de São Paulo (MAC/USP), SP, de 6 de dezembro a 18 de março de 2001.
2002 	Aquarelas, Museu Victor Meirelles, Florianópolis, SC, de 30 de abril a 30 de junho.
Ópera Aberta: celebração, Casa das Rosas, São Paulo, SP, de 22 de outubro a 30 de novembro.
Artista Convidada da III Mostra do Programa de Exposições de 2002, Centro Cultural São Paulo, SP, de 5 de novembro a 8 de dezembro.
2003 	Estética do Fluido, MAM Villa-Lobos, São Paulo, SP, de 16 de janeiro a 15 de março.
Meus Amigos, MAM Villa-Lobos, São Paulo, SP.
2004 	Arte Contemporânea no Acervo Municipal, Centro Cultural São Paulo, SP, de 27 de outubro a 5 de dezembro.
2005 	O Fluido, Marília Razuk Galeria de Arte, São Paulo, SP, de 19 de novembro a 23 de dezembro.
2006 	Rouxinol 51: um olhar sobre a Escola Brasil:, Fundação Stickel, São Paulo, SP, de 23 de setembro a 29 de outubro.
2007 	Rouxinol 51: um olhar sobre a Escola Brasil:, MAC/Campinas, SP, de 3 de abril a 20 de maio.
2010	Um dia terá que ter terminado 1969/1974, Museu de Arte Contemporânea da Universidade de São Paulo (MAC/USP), SP, de 2 de outubro a 7 de agosto de 2011.
2011	O Museu Sensível, Museu de Arte do Rio Grande do Sul Ado Malagoli (MARGS), Porto Alegre, RS, de 20 de dezembro de 2011 a 18 de março de 2012.
2012	O Triunfo do Contemporâneo, Museu de Arte do Rio Grande do Sul Ado Malagoli (MARGS), Porto Alegre, RS, de 6 de março a 22 de abril.
Mecanismos / Dispositivos: articulações contemporâneas do sentido em curadoria, Museu de Arte do Rio Grande do Sul Ado Malagoli (MARGS), Porto Alegre, RS, de 14 de abril a 24 de junho.
Artes e Ofícios 1 – Paratodos, Liceu de Artes e Ofícios, São Paulo, SP, de 4 a 16 de setembro.
Cromomuseu: Pós-Pictorialismo no Contexto Museológico, Museu de Arte do Rio Grande do Sul Ado Malagoli (MARGS), Porto Alegre, RS, de 6 de dezembro de 2012 a 31 de março de 2013.
2013	Pintura brasileira, Museu de Arte do Rio Grande do Sul Ado Malagoli (MARGS), Porto Alegre, RS, de 4 de junho a 11 de agosto.
Faz sentido, Museu de Arte de Santa Catarina, Florianópolis, SC, de 27 de junho a 28 de julho; Casa da Cultura Dide Brandão, Itajaí, SC, de 14 de agosto a 2 de setembro; Fundação Cultural de Blumenau, SC, de 5 de setembro a 20 de outubro; Museu de Arte de Joinville, SC, de 17 de setembro a 27 de outubro.
2014	O cânone pobre, Museu de Arte do Rio Grande do Sul Ado Malagoli (MARGS), Porto Alegre, RS, de 27 de março a 4 de maio.
Gilda Vogt: uma retrospectiva, Museu de Arte do Rio Grande do Sul Ado Malagoli (MARGS), Porto Alegre, RS, de 23 de agosto a 28 de setembro.
2015	10ª Bienal do Mercosul – Mensagens de uma nova América, Porto Alegre, RS, de 23 de outubro a 6 de dezembro.
2016	Museu de Contrastes [Experiência 5], Caminho dos Antiquários, Centro Histórico, Porto Alegre, RS, de 10 de dezembro de 2016 a 11 de março de 2017.
2017	Retratos, Galeria Millan, SP, de 13 de março a 8 de abril.
Paisagem no Acervo do Museu de Arte Moderna de São Paulo, Instituto CPFL, Campinas, SP.
QUEERMUSEU - Cartografias da Diferença da Arte Brasileira, Santander Cultural, Porto Alegre, RS.
2018   1º Festival de Pintura IA-UNESP, Instituto de Artes da UNESP, São Paulo, SP.
Arte/Formatto - 4ª Edição: Coletivo 60 Artistas, São Paulo, SP.